# Stowe (Kilkhampton)
Pour les articles homonymes, voir Stowe.
Stowe est un manoir situé dans la paroisse de Kilkhampton en Cornouailles, au Royaume-Uni.
Construit en 1679 par John Granville (1er comte de Bath) (1628-1701), il est démoli en 1739. La famille Grenville est pendant de nombreux siècles seigneurs du manoir de Kilkhampton, qu'elle détient de la baronnie féodale de Gloucester, tout comme de son autre siège principal, Bideford, dans le Devon. Il est possible que la résidence d'origine de la famille à Kilkhampton ait été le château de Kilkhampton dont seuls les fondations subsistent, ce qui est inhabituel car il possédait une motte à deux basses-cours. 

## Histoire
Le premier siège de la famille Grenville est dans leur manoir de Bideford dans le Devon, mais à partir du XIVe siècle, ils siègent également à Stowe. La dernière maison sur le site est construite vers 1675 par John Granville, 1er comte de Bath (1628-1701), créé en 1660 en récompense de sa grande aide dans la restauration du roi Charles II, baron Granville (en), vicomte Granville et comte de Bath.

## Description
La maison, construite en briques avec des parements en pierre, formait un rectangle de trois étages, avec un toit en croupe percé de lucarnes et surmonté d'une coupole de onze travées de large sur sept de profondeur. Elle était orientée à l'est, selon les plans de Buckler. Outre un court de tennis et une chapelle, on y trouvait un vaste parc à daims avec des allées carrossables et des jardins à la française comprenant des fontaines, des statues et des bassins à poissons. Son style était similaire à celui de Coleshill House (en), de Lindridge House (en) (démolie) et comparable à celui de Belton House. L' Atlas de Stowe, conservé aux archives de Cornouailles, comprend le parc, le manoir et les jardins.

## Destruction
Charles Granville, 2e comte de Bath (1661-1701), succède à son père en 1701, mais meurt d'un accident de tir, peut-être par suicide, peu après. Il laisse comme héritier son fils unique de neuf ans, William Henry Granville, 3e comte de Bath (1692-1711), décédé en 1711 à l'âge de 19 ans sans descendance. L'héritage est partagé entre les sœurs du second comte et un cousin, George Granville, baron Lansdowne (mort en 1735), à la mort duquel la famille disparait. La maison est démolie en 1739.
Dans l'Histoire des Cornouailles de Richard Polwhele, il est rapporté qu'un homme résidant au manoir voisin de Stratton, Grenville, vécut assez longtemps pour voir son emplacement transformé en champ de maïs avant l'existence du bâtiment, et le redevenir après sa destruction. La maison est vendue pour les matériaux de construction en 1739, et une grande partie de sa structure subsiste, ayant servi à la construction contemporaine de bâtiments de West Country.